# Paul Deschamps (sculpteur)
Pour les articles homonymes, voir Deschamps et Paul Deschamps (homonymie).
Paul Deschamps, né le 20 septembre 1908 à Neuville-lès-Dieppe (Seine-Inférieure), mort le 23 novembre 1981 à Cherbourg (Manche), est un sculpteur de la Manche.

## La tête de proue du «Redoutable»
Le sculpteur Paul Deschamps est pendant de longues années une grande figure artistique de Cherbourg et de son école des Beaux-Arts où il enseigne durant quinze ans.
À vingt-quatre ans, Paul Deschamps, passionné de dessin et de modelage, s’installe à Paris pour suivre les cours de l’École nationale des Beaux-Arts. Il fréquente beaucoup le vieux Montmartre et sa place du Tertre où il trouve sa vocation véritable. Il développe ses dons au contact des peintres de la Butte et des académies artistiques. Parallèlement au plaisir de la copie des tableaux de maîtres, de la création graphique et du modelage, il découvre les joies du sport et pratique la marche athlétique (il participe même à Paris-Strasbourg).
C’est juste après la guerre qu’il s’installe à Hainneville, près de Cherbourg où il travaille comme dessinateur aux travaux maritimes. Toujours passionné d’arts plastiques, il crée en 1947, avec le docteur Louis Le Port, de Querqueville, l’Amicale philesthétique normande destinée à aider à la compréhension et à la diffusion de l’art, à soutenir et à encourager les artistes amateurs.
Sans délaisser la peinture ni le dessin, il opte alors définitivement pour le modelage et la sculpture. Son action en faveur des arts et, surtout, la qualité de sa production, lui valent en 1974 d’être lauréat de la société parisienne des Arts-Sciences-Lettres. Il finit ses jours dans sa maison de la rue de l’Abbaye, à Cherbourg.
Paul Deschamps est l’auteur d’une œuvre variée qu’on peut voir dans les rues de l’agglomération cherbourgeoise, dans les musées de la région, mais aussi à l’étranger, en Angleterre, en Allemagne et aux États-Unis, notamment. On lui doit par exemple de nombreux médaillons d’amiraux cherbourgeois, des bustes et des masques (Jean Goubert, Jules Barbey d'Aurevilly), des monuments et des médailles. À Cherbourg même, il a réalisé le mémorial des déportés, une statue de Millet, un buste de Campain etc.
En Grande-Bretagne, il a sculpté un buste de Winston Churchill et, aux USA, des bustes d'Einstein et de Millet. 
Il a enfin créé la fameuse tête de proue du sous-marin nucléaire«  Le Redoutable ». Cette œuvre, qui exprime « L’attente d’une femme », fut placée dans le carré des officiers du premier submersible nucléaire français. On dit qu’elle donna le « bourdon » aux équipages !